# Harmónica (instrumento musical)
A harmônica (português brasileiro) ou harmónica (português europeu), harmona, gaita de boca, gaita de beiços, tecnicamente 'gaita de sopro', pois, há a 'gaita de fole', ou ainda, simplesmente  gaita (também conhecida como realejo em algumas partes do Nordeste brasileiro e em Portugal), é um instrumento musical de sopro cujos sons são produzidos por um conjunto de palhetas livres.
A gaita possui em sua embocadura um conjunto de furos por onde o instrumentista sopra ou suga o ar. Devido ao seu pequeno tamanho, a gaita não possui caixa de ressonância. O gaitista pode usar as mãos em concha para produzir variações de intensidade. Quando executada em conjunto com outros instrumentos, é comum que ela seja amplificada eletronicamente. A gaita é bastante usada no blues, rock and roll, jazz e música clássica. Também são muito comuns os conjuntos compostos apenas de gaitas, as chamadas Orquestras de Harmônicas, que normalmente tocam músicas tradicionais ou folclóricas.

## História
A gaita teve sua origem em um antigo instrumento chinês, o sheng, que foi inventado há mais de cinco mil anos e que funciona pelo princípio de palhetas livres. Esta técnica de produção sonora gerou uma grande família de instrumentos acionados por foles ou bombas de ar, como o acordeão e a melódica. Em órgãos é comum que alguns tubos sejam flautados e outros utilizem palhetas livres para produzir sons com timbres diferenciados.
Em 1821 um relojoeiro alemão chamado Christian Ludwig Buschmann inventou um instrumento semelhante à gaita atual com 15 palhetas e 10 cm de comprimento, mas esse instrumento foi encarado como um brinquedo e não foi considerado adequado para a execução musical. Em 1857 um outro relojoeiro alemão, Matthias Hohner, fundou uma companhia e começou a fabricar as chamadas harpas de boca ou órgãos de boca com 10 furos. O instrumento passou a vender muito bem na Alemanha, França, Itália e nos Estados Unidos.
Na Europa a gaita se tornou um instrumento muito popular na música folclórica e surgiram bandas e orquestras especializadas neste instrumento. Nos Estados Unidos foi muito utilizada na música country. Com o surgimento do blues no início do século XX, a gaita chegou ao seu auge e daí garantiu a participação em outros gêneros musicais, como o jazz, folk music, rock and roll e até na música clássica.
Hoje com a popularização do instrumento existem diversos fabricantes de gaitas espalhados pelo mundo: Hering no Brasil, Hohner e Seydel na Alemanha, a Suzuki no Japão e a Lee Oskar nos E.U.A.

## Construção e funcionamento

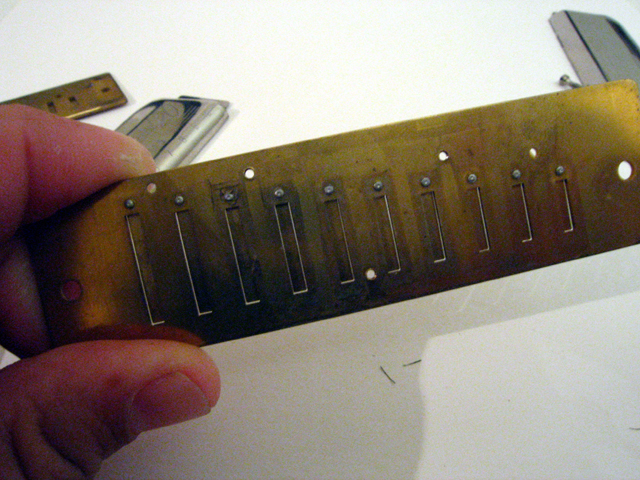
Placa de palhetas de uma gaita.

A gaita é um instrumento de palheta livre, como o acordeão, órgão de palhetas e o bandoneón. Diferentemente destes instrumentos, não é um fole que força o ar através das palhetas, mas sim o sopro do executante.
As palhetas são finas lâminas retangulares de metal que são montadas sobre uma placa de suporte. Para cada palheta, existe na placa uma fresta com o tamanho exato para que a palheta possa se movimentar livremente dentro dela sem que haja folgas. Cada gaita possui duas placas de palhetas que são montadas sobre um corpo em forma de pente ou grelha, feito de plástico ou madeira. A função desta peça é direcionar o ar individualmente para cada palheta. Quando o conjunto é montado cada furo do pente fica com uma palheta em sua parte superior e outra na parte inferior.

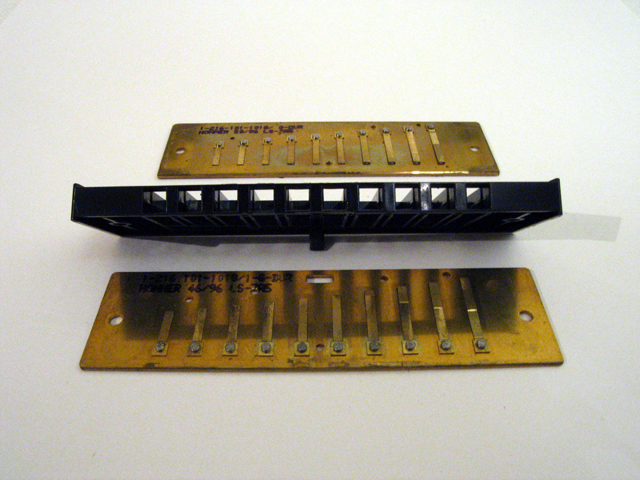
Partes de uma gaita: pente e placas de palhetas.

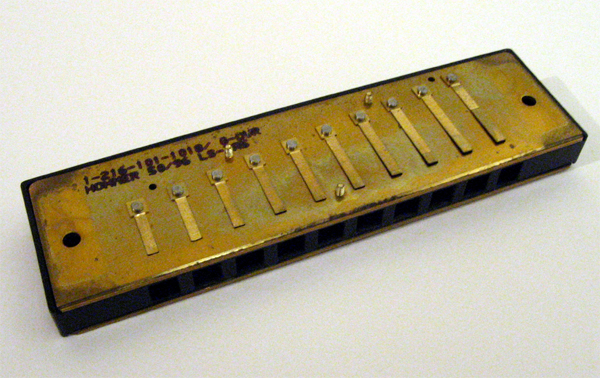
Conjunto montado sem a cobertura.

Ao soprar, o único caminho de saída do ar é através das palhetas e o caminho de menor resistência é a palheta superior, que se curva para permitir a passagem do ar. Quando isso acontece, a resistência do ar diminui e a força já não é mais suficiente para manter a palheta curvada. Pela elasticidade do material ela volta à posição original fechando novamente a fresta. O processo todo se repete e a vibração da palheta produz um som audível. O mesmo ocorre quando o músico suga o ar através do furo, mas nesse caso o caminho de menor resistência é o furo inferior, que vibra produzindo uma nota diferente da superior. As figuras abaixo demonstram essa sequência em um corte de uma placa de palhetas:
| 1. A palheta tem tamanho igual ao furo da placa, que fica praticamente vedada quando a palheta está em repouso.                                                      | 2. Quando o instrumentista sopra ou suga o ar, o furo direciona o ar que empurra a palheta. |
| 3. A palheta se curva, permitindo que o ar passe pela fresta aberta. Isso diminui a força do ar e a força elástica da palheta começa a empurrá-la na direção oposta. | 4. Por inércia a palheta vibra em direção oposta ao fluxo do ar.                            |
| 5. novamente volta a fechar a fresta reiniciando o ciclo. |                                                                                             |

A amplitude total do movimento da palheta é determinada pela intensidade do sopro ou sucção. A frequência sonora é definida pelo tamanho e pela massa da palheta, por isso cada uma tem o tamanho diferente das demais.

### Bends
Se o músico desejar, ele pode fazer o ar passar pelo furo em um ângulo tal que permita a vibração simultânea das duas palhetas do furo. O resultado é a produção de notas que estão entre a nota mais aguda e a mais grave do furo. Esta técnica é conhecida como bend (em inglês: dobrar. O nome é uma alusão ao bend da guitarra, uma técnica que consiste em esticar uma corda para que produza uma nota de afinação mais alta que sua afinação normal). De fato, ao usar esta técnica o gaitista consegue "esticar" o registro do instrumento adicionando notas intermediárias ou glissandos, um efeito muito usado no blues e na música country norte americana. Embora desejado em gaitas de blues, o bend em geral não é usado na execução de jazz ou música erudita, por isso, algumas gaitas (principalmente as cromáticas) possuem válvulas que impedem a vibração simultânea das duas palhetas e, portanto, evitam um "esticamento" mais exagerado das notas, embora um bend menos intenso de até meio tom ainda possa ser executado. Há relatos de artistas que conseguem executar bends valvulados de até uma oitava, [carece de fontes?] porém o seu uso prático ainda necessita ser demonstrado.

## Tipos de gaitas
Em princípio, as placas de palhetas podem ser montadas com qualquer combinação de notas, por isso existem vários tipos de gaitas que variam de acordo com quantidade de furos, a escala, a extensão ou registro (conjunto de notas que podem ser produzidas pelo instrumento) e a disposição das notas nos furos (layout).

### Gaita diatônica
Também chamada de gaita de blues, tem 10 furos e uma extensão de três oitavas. As palhetas são dispostas nos furos de maneira a permitir a execução individual das notas da escala diatônica maior. Também permite tocar acordes se mais de um furo for usado simultaneamente (o gaitista controla quantos furos toca de cada vez pela posição dos lábios ou bloqueando os furos com a língua). No layout padrão da gaita diatônica, é possível obter o acorde da nota fundamental (I) e o da dominante (V). A figura abaixo mostra a disposição das notas em uma gaita diatônica em Do (C).
```
furo:    1  2  3  4  5  6  7  8  9  10
         -----------------------------
sopro:  |
C
 |
E
 |
G
 |C |E |G |C |E |G |C |
sucção: |
D
 |G |
B
 |D |
F
 |
A
 |
B
 |D |F |A |
         -----------------------------
```

Note que apenas entre os furos 4 e 7 é possível obter todas as notas da escala diatônica. A escala entre os furos 1 e 3 e entre os furos 7 e 10 não são completas, mas as notas que faltam podem ser obtidas pelo uso do bending. O layout abaixo mostra todas as notas que podem ser obtidas na mesma gaita, incluindo os bends e overblows:
                                             |A#
         |D# |G# |C  |D# |F# |A# |   |D# |F# |B
```
furo:     1   2   3   4   5   6   7   8   9  10
         ---------------------------------------
sopro:  |C  |E  |G  |C  |E  |G  |C  |E  |G  |C  |
sucção: |D  |G  |B  |D  |F  |A  |B  |D  |F  |A  |
         ---------------------------------------
         C# |F# |A# |C# |   |G# |C# |F  |G# |C# |
            |F  |A  |
                |G# |
```

Nos orifícios 1 a 4 e 6 o bend é obtido pela sucção e nos furos 8, 9 e 10 pelo sopro. No sentido oposto do ar, encontram-se os overblows, que podem ser elevados a mais de um semitom.
Para permitir a execução de qualquer música existem gaitas para cada uma das as doze escalas diatônicas maiores existentes. A distribuição de intervalos é sempre igual, variando apenas a nota fundamental. Este layout é projetado para tocar melodias na mesma tonalidade da gaita utilizando a escala diatônica maior. Esta é a chamada primeira posição. No entanto, muitos músicos preferem utilizar a escala mixolídia que existe entre o furo 2 - sucção e o furo 6 sopro, cuja  fundamental está uma quinta acima da tonalidade da gaita. Esta posição, chamada cross harp ou segunda posição permite utilizar de forma mais eficiente os bends dos furos 1 a 6 e por isso é mais usada em blues. Assim, usa-se uma gaita em Do(C) para executar uma música em Sol (G) e assim por diante.
Ao longo do desenvolvimento do instrumento, diversos fabricantes criaram gaitas com distribuições alternativas de notas. Entre elas, temos as gaitas em modo menor melódico, menor harmônico e em modo maior com distribuição alterada, como a Melody Maker da Lee Oskar que permite a execução dos acordes das progressões harmônicas mais comuns na música popular. Também existem gaitas afinadas em acordes aumentados e diminutos.
Um novo modelo revolucionário de gaita diatônica produzido pela Hohner chamado XB-40 (extreme bender 40) permite, através de um complexo sistema de palhetas duplas, realizar bends em todos os orifícios, aumentando largamente o leque harmônico do instrumento

### Gaita cromática

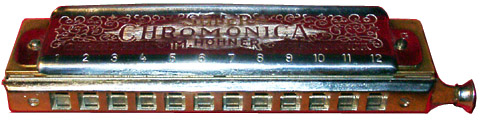
Gaita.

A gaita cromática é uma evolução da diatônica, criada para permitir a execução melódica de músicas em qualquer tonalidade, com modulações e acidentes eventuais e sem as variações de afinação produzidas pelo bend. Para isso ela possui duas palhetas de sopro e duas de sucção em cada furo e uma chave que o músico aciona com o indicador da mão direita para direcionar o ar para cada par sopro/sucção. Quando a chave está solta, a gaita produz as notas naturais (sem acidentes - correspondentes às teclas brancas do piano). Quando a chave é acionada são produzidas as notas com acidentes (bemóis e sustenidos - correspondentes às teclas pretas do piano). Além disso, todas as palhetas possuem válvulas para impedir que as palhetas de sopro e sucção soem simultaneamente. Por isso não é possível executar bends em uma gaita cromática a não ser que estas válvulas sejam removidas. Mas há exceções, alguns artistas conseguem executar "meios bends", ou efeitos de bends. As gaitas cromáticas normalmente possuem 12 ou 16 furos para uma extensão de três ou 4 escalas completas, sendo que atualmente já se fabricam gaitas cromáticas com 10 e 14 furos. A figura abaixo mostra a disposição das notas em uma gaita cromática de 12 furos.
```
Com a chave solta:
furo:     1   2   3   4   5   6   7   8   9  10  11  12
         -----------------------------------------------
sopro:  | C | E | G | C | C | E | G | C | C | E | G | C |
sucção: | D | F | A | B | D | F | A | B | D | F | A | B |
         -----------------------------------------------
```

```
Com a chave acionada:
furo:     1   2   3   4   5   6   7   8   9  10  11  12
         -----------------------------------------------
sopro:  |C# |E# |G# |C# |C# |E# |G# |C# |C# |E# |G# |C# |
sucção: |D# |F# |A# |B# |D# |F# |A# |B# |D# |F# |A# |B# |
         -----------------------------------------------
```

Note que Mi# (E#) é o mesmo que Fá (F) e Si#(B#) é a mesma nota que Do (C), portanto estas notas podem ser executadas com a chave solta ou acionada. Isso é necessário para que não haja furos "mudos" e permite ao músico uma maior flexibilidade de execução. É comum a utilização de gaitas cromáticas em Do para quase todos os casos, mas elas também existem em outras tonalidades, principalmente para permitir a execução quando registros mais graves ou mais agudos são necessários.
Por permitir uma maior facilidade na execução melódica, a gaita cromática é frequentemente solista nos orquestras de harmônicas. Também é muito utilizada em gêneros que exigem uma extensão maior como o jazz, a música clássica e o choro. Também é comum em trilhas sonoras, sobretudo no cinema italiano, como as de Ennio Morricone.

### Outros tipos de gaita
Além da diatônica e da cromática existem muitas outras configurações usadas principalmente nos conjuntos ou orquestras.

#### Gaita tremolo
Esta gaita possui duas palhetas em cada furo que estão ligeiramente desafinadas uma em relação à outra. Isso produz a sensação de tremolo, uma espécie de vibração na afinação...
Estas gaitas possuem tamanhos variados, normalmente 16 ou 24 orifícios. A de 16 orifícios (32 vozes) tem abrangência de 2 oitavas, e a de 24 orifícios (48 vozes), 3 oitavas.
Disposição da gaita com 16 orifícios:
| 1 | 2 | 3 | 4 | 5 | 6 | 7 | 8 | 9 | 10 | 11 | 12 | 13 | 14 | 15 | 16 |
| - | - | - | - | - | - | - | - | - | -- | -- | -- | -- | -- | -- | -- |
| E |   | G |   | C |   | E |   | G |    | C  |    | E  |    | G  |    |
|   | G |   | B |   | D |   | F |   | A  |    | B  |    | D  |    | F  |

#### Gaita em oitava
Possui duas palhetas em cada furo afinadas com intervalo de uma oitava entre elas.

#### Gaita de acordes
Para cada tonalidade, permite a execução de 48 tipos diferentes de acordes, sendo 12 acordes maiores, 12 menores, 12 com sétima, 6 aumentados e 6 diminutos. A fábrica alemã Hohner e a japonesa Suzuki são as únicas a produzir este tipo de gaita.

## Gaitistas famosos
Os instrumentistas mais destacados da gaita diatônica estão no blues e country. Alguns criaram formas de interpretação que se tornaram referência para outros instrumentistas. Entre eles destacam-se Paul Butterfield, James Cotton, Carey Bell, John Mayall, Sonny Boy Williamson, Junior Wells, Snooky Prior, Little Walter e os brasileiros Maurício Einhorn, Flávio Guimarães, Márcio Maresia,Marcelo Naves, Jeferson Gonçalves, Little Will e Engels Espíritos.
Na folk music e no rock and roll muitos músicos utilizam a gaita para executar solos e riffs (pequenos temas que são tocados ao longo de uma canção de forma repetitiva). Bob Dylan desenvolveu um estilo próprio que se tornou modelo para todos os músicos folk como Bruce Springsteen. Entre outros intérpretes que também utilizam ou utilizaram a gaita ocasionalmente estão Jack Bruce do Cream, Stevie Wonder, Roger Daltrey do The Who, Mick Jagger e Brian Jones dos Rolling Stones, Steven Tyler do Aerosmith, Ozzy Osbourne do Black Sabbath, Robert Plant do Led Zeppelin, David Gilmour do Pink Floyd, John Lennon dos Beatles, Janis Joplin, Christopher Wolstenholme do Muse, Alanis Morissette, Lemmy do Motörhead, Tom Petty, Neil Young, Eddie Vedder do Pearl Jam, Billie Joe Armstrong do Green Day, David Desrosiers do Simple Plan e outros.
Com a gaita cromática, Stevie Wonder definiu o estilo mais conhecido na música pop. No jazz um dos mais influentes é o belga Toots Thielemans. O norte-americano Larry Adler, já falecido, também se notabilizou executando bastante a música clássica e o jazz. Na clássica destacam-se o canadense Tommy Reilly, o chinês Cham-Ber Huang e os italiano Willi Burger e Stefano Olivato.
No Brasil, um dos mais conhecidos intérpretes da gaita cromática foi o gaúcho Edu da Gaita (morto em 1982). O carioca Maurício Einhorn a utiliza principalmente na bossa nova, no choro, no samba, na MPB (música popular brasileira) e no jazz – é considerado pelos colegas e críticos um dos melhores sopros e dos maiores improvisadores de todos os tempos, na harmônica.[carece de fontes?] Apresentou-se com Toots Thielemans e outros músicos de todo o mundo. O gaitista pernambucano Rildo Hora, também se destaca no choro, no samba, na mpb e no jazz.
Dentre os grupos de harmonicistas, são bastante conhecidos a Orquestra Harmônicas de Curitiba e o trio de jazz Harmonicats. Fundada no início de 1980, a Orquestra Harmônicas de Curitiba sempre teve à sua frente o gaitista Ronald da Gaita (até a sua morte, em 2008), lançou diversos álbuns e vem executando obras consagradas de Édith Piaf, Ernesto Lecuona, Hugo Afven, Aram Kachaturian, Manuel de Falla, Ary Barroso, The Beatles, Léo Delibes, entre outros.